# 澳華黃金
澳華黃金有限公司（前港交所上市編號：1862、前澳洲證券交易所：SGX）主要業務是在中國從事黃金的勘探及開採。澳華黃金分別在貴州省、吉林省及黑龍江省擁有金礦。
2007年，澳華黃金於香港上市。
2009年，加拿大埃爾拉多黃金公司全面收购澳华黄金。同年12月16日，澳華黃金從香港交易所及澳洲證券交易所除牌。

## 外部連結
- 澳華黃金有限公司 （页面存档备份，存于）